# Cirostratus
Cirostratusi (cs) so visoki oblaki in so sestavljeni iz ledenih kristalov. So prozorna belkasta koprena, včasih vlaknastega ali gladkega videza, ki povsem ali delno prekriva nebo. Skoznje se prav dobro vidi Sonce ali Luna. Ker so tanki, se na njih pojavlja redek, a izrazit nebesni pojav, obroč okoli Sonca ali Lune, ki mu pravimo halo. Pojavljajo se v višinah nad 6 km.
Cirostratusi napovedujejo padavine v naslednjih 12 urah. 